# Ричице (Травник)
Ричице је насељено место у Босни и Херцеговини у општини Травник. Административно припада Федерацији Босне и Херцеговине, односно њеном Средњобосанском кантону. Према попису становништва из 2013. у насељу је било 615 становника, а већинску популацију чинили су Хрвати.

## Становништво
По последњем службеном попису становништва из 2013. године у овом насељу живело је 615 становника, а село је било етнички хомогено са већинском хрватском популацијом.
| Националност | 2013. | 1991.        | 1981.        | 1971.        |
| Бошњаци      | —     | 0            | 5 (0,67%)    | 7 (1,07%)    |
| Хрвати       | —     | 618 (94,64%) | 728 (96,94%) | 649 (98,93%) |
| Срби         | —     | 1 (0,15%)    | 2 (0,27%)    | 0            |
| Југословени  | —     | 0            | 5 (0,67%)    | 0            |
| остали       | —     | 34 (5,21%)   | 11 (1,46%)   | 0            |
| Укупно       | 615   | 653          | 751          | 656          |